# Рыклис, Ефим Самсонович
Ефим Самсонович Рыклис (6 августа 1905 года, Жура, Балтский уезд, Подольская губерния, Российская империя — 19 сентября 1970 года, Владикавказ, Северо-Осетинская АССР) — советский военнослужащий, участник Великой Отечественной войны, полковник.

## Биография
Родился в 1905 году в крестьянской семье в селе Жура Подольской губернии. В 1920 году окончил 5 классов неполной средней школы в Рыбнице.
С 1921 года — член ВЛКСМ. С 1922 года обучался во 2-й Московской артиллерийской школе, по окончании которой был назначен командиром взвода. С 1929 года — член ВКП(б). Служил в различных гарнизонах, в том числе — на Дальнем Востоке, где из рук В. К. Блюхера получил наградные именные часы.
В 1937 году был объявлен «румынским шпионом» и арестован как враг народа. После начала Советско-финской войны был освобождён как ценный военный специалист и в декабре 1939 года отправлен на фронт командиром артиллерийского дивизиона. В марте 1941 года назначен командиром артиллерийского полка с дислокацией на полуострове Рыбачий.
С 1941 года участвовал в Великой Отечественной войне. Командовал 104-м пушечным артиллерийским полком 14-й Армии Карельского фронта (104 ап 14 А КарФ), 118-м пушечным артиллерийским полком 27-го стрелкового корпуса 65-й Армии (27 ск 65 А БелФ) и 1104-м пушечным артиллерийским полками на Центральном, Белорусском и 1-м Украинском фронтах. В ноябре 1941 года за отличные действия подчинённого его полка при обороне полуострова Рыбачий был награждён первым Орденом Красного Знамени.
Артиллеристы под его командованием участвовали в наступлении советских войск под Севском, форсировании рек Десна, Сожь, Днепр, Западный Буг и Сан. За один месяц наступательных боёв артиллерийские войска корпуса прошли на запад более 300 километров, освободив более 500 населённых пунктов и уничтожив более 6000 солдат, 56 танков, 48 орудий и 315 пулемётов противника. В 1945 году артиллеристы под командованием Ефима Рыклиса обеспечивали форсирование рек Шпрее и Нейсе, уничтожив более 3500 солдат и офицеров, 24 танка, 69 орудий и 117 пулемётов. Свой боевой путь закончил в Праге.
В послевоенные годы продолжил свою службу в Красной Армии. В декабре 1954 года вышел в запас в звании полковника. С 1956 года проживал в Орджоникидзе в доме № 64 по улице Олега Кошевого. Этот дом после смерти Ефима Рыклиса был внесён в реестр памятников истории и в настоящее время является объектом культурного наследия федерального значения под наименованием «Дом, в котором жил активный участник Великой Отечественной войны Е. С. Рыклис».
Умер в сентября 1970 года. Похоронен на кладбище во Владикавказе.
В литературе
Константин Симонов, будучи военным корреспондентом, в октябре 1941 года в поездке в Заполярье Мурманской области записал боевые свидетельства Ефима Рыклиса о сражении за хребет Мустатунтури при обороне полуострова Рыбачий. Ефим Рыклис рассказал о том, как он послал на корректировку артиллерийского огня лейтенанта Ивана Лоскутова, который был сыном его давнего друга Алексея Лоскутова. Лейтенант Иван Лоскутов вместе с двумя радистами заняли господствующую высоту и удерживали её в течение шести суток. Во время очередной вражеской атаки Иван Лоскутов вызвал огонь на себя и Ефим Рыклис был вынужден открыть огонь по высоте, где находился сын его друга. В результате огня погибли вражеские солдаты, а лейтенант Иван Лоскутов, избежав гибели, невредимым возвратился на боевые позиции. По итогам этой поездки Константин Симонов написал поэму «Сын артиллериста», которая была издана в декабре 1941 года в газете «Красная Звезда». Ефим Рыклис стал в этой поэме прототипом майора Деева. Этот литературный факт стал известен спустя 24 года, в связи с чем Ефим Рыклис приобрёл известность в Советском Союзе в 1960-х годах.

## Награды
- Орден Ленина — дважды (06.04.1945; 06.11.1945)
- Орден Суворова II степени (09.02.1944)
- Орден Красного Знамени — четырежды (27.11.1941; 30.09.1943; 06.11.1945; 20.04.1953)
- Орден Красной Звезды (03.11.1944)
- Медаль «За освобождение Праги» (09.06.1945)
- Медаль «За оборону Советского Заполярья» (05.12.1944)
- Медаль «За победу над Германией в Великой Отечественной войне 1941—1945 гг.»

Чехословакия
- Военный крест